# Guerre de Succession de Landshut
 (octobre 2020).
Si vous disposez d'ouvrages ou d'articles de référence ou si vous connaissez des sites web de qualité traitant du thème abordé ici, merci de compléter l'article en donnant les références utiles à sa vérifiabilité et en les liant à la section « Notes et références ».
Pour les articles homonymes, voir Guerre de Succession.
La guerre de Succession de Landshut (1503-1505) est une guerre qui opposa les deux parties du duché de Bavière : la Bavière-Munich et la Bavière-Landshut. Cette dernière reçut l'aide du palatinat du Rhin, un allié de longue date. Cette guerre permit la réunification du duché de Bavière au profit de la branche de Munich.

## Un conflit dynastique
La guerre de Succession de Landshut trouve ses origines dans le régime successoral de la maison de Wittelsbach, qui ignora jusqu'au XVe siècle la primogéniture sans partage. La dernière partition importante, en 1392, avait divisé le duché en quatre entités. Deux s'étaient éteintes dans le cours du XVe siècle et leurs territoires avaient été redistribués entre les branches survivantes. Désormais, celle qui devait s'éteindre en premier laisserait sa rivale seule maîtresse de la Bavière.
Un accord dans ce sens avait d'ailleurs été signé entre les deux lignées survivantes : celle de Landshut et celle de Munich. Si l'une des deux lignées devait ne pas avoir de descendance masculine, l'autre branche recevrait ses terres. On notera néanmoins que ce type d'accords dynastiques, certes non sans précédent dans l'Empire, contrevenait au droit féodal le plus élémentaire. Tout fief impérial tombant en déshérence aurait dû, en effet, faire retour à son suzerain, en l'occurrence l'Empereur. Dans la pratique, ce dernier se contentait généralement d'abonder dans le sens de l'accord dynastique négocié par les intéressés et d'investir celui qui avait été désigné par les parties.
N'ayant pas eu de descendant masculin avec sa femme Edwige Jagellon (1457-1502), le duc Georges le Riche de Bavière-Landshut devait donc laisser sa maison s'éteindre et céder ses terres à son cousin. Il voulut néanmoins faire de sa fille Élisabeth son héritière. Son cousin Albert IV de Bavière-Munich n'accepta pas cette rupture de l'accord dynastique et un conflit éclata à la mort de Georges, en 1503. La guerre fut brutale et de nombreux villages situés autour de Landshut furent brûlés.
En 1504, le comte palatin du Rhin Philippe l'Ingénu, dont le fils cadet Robert (Ruprecht), avait épousé la fille de Georges le Riche, entra en guerre aux côtés du duché de Bavière-Landshut et la guerre s'étendit alors au Haut-Palatinat, ensemble de territoires tenus par le palatinat du Rhin en Bavière. Ainsi, le couvent de Limburg, près de Bad Dürkheim, fut entièrement brûlé à la fin du mois d'août 1504.
La guerre se termina fin 1504 après la mort d'Élisabeth et son époux qui succombèrent tous deux, à quelques semaines d'intervalle, à une dysenterie. Le 30 juillet 1505, un arbitrage de l'empereur Maximilien rendu à la Diète de Cologne mit définitivement fin au conflit.

## L'unification de la Bavière

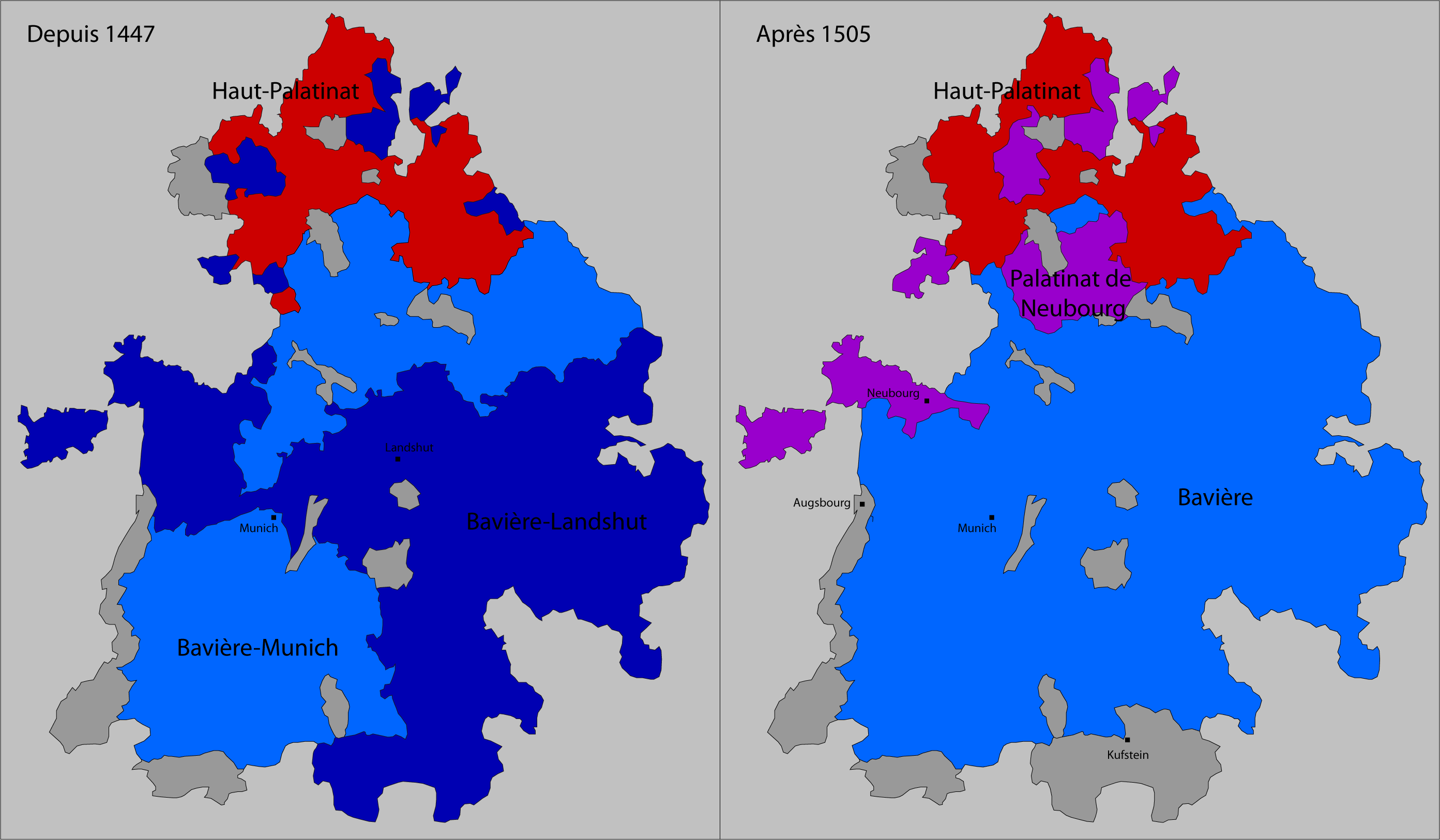
Modifications territoriales dans le cercle de Bavière

La supériorité militaire d'Albert étant sans appel, l'empereur lui donna raison et le duché de Bavière-Landshut fut démembré. L'essentiel de son territoire revint à Albert qui put ainsi régner sur une Bavière réunifiée pour la première fois depuis le règne de l'empereur Louis IV de Bavière.
Le comte Palatin, en dépit de sa défaite et de la perte d'un de ses fils, dut concéder quelques échanges de territoires avec son cousin bavarois, mais ceux-ci étaient aussi avantageux pour l'un que pour l'autre.
Pour ne pas laisser les deux enfants d'Élisabeth de Bavière et de Robert de Palatinat sans ressources, on leur tailla une principauté constituée pour l'essentiel de lambeaux épars du duché de Bavière-Landshut. On en fixa la capitale à Neubourg-sur-le-Danube, ce qui détermina le nom du nouvel État : issus de la maison de Palatinat par leur père mais résidant à Neubourg les princes Othon-Henri et Philippe étaient titrés comtes palatins du Rhin à Neubourg et ducs en Bavière ou plus simplement, ducs de Palatinat-Neubourg. Encore jeunes, on les confia au fils cadet de l'électeur Palatin, le prince Frédéric.
Pour dédommagement, pour sa médiation, l'empereur, quant à lui, gardait la ville de Kufstein et affermissait ainsi la frontière nord du Tyrol. La ville libre de Nuremberg, enfin, reçut des territoires importants à l'est de la ville, dont les arrondissements de Lauf, Hersbruck et Altdorf.
Le prince Otton-Henri, qui allait par ailleurs devenir le seul héritier de la branche palatine, se fit construire à grands frais une superbe résidence à Neubourg.

## Sources
- (de) Cet article est partiellement ou en totalité issu de l’article de Wikipédia en allemand intitulé « Landshuter Erbfolgekrieg » (voir la liste des auteurs).